# Eutrichota geomyis
Eutrichota geomyis är en tvåvingeart som beskrevs av Griffiths 1984. Eutrichota geomyis ingår i släktet Eutrichota och familjen blomsterflugor. Inga underarter finns listade i Catalogue of Life.